# Puchar Narodów Afryki 2025 (kwalifikacje)/Grupa K
Grupa B jest jedną z dwunastu grup eliminacji do turnieju o Puchar Narodów Afryki 2025. Składa się z czterech wymienionych niżej reprezentacji:
- Południowa Afryka
- Uganda
- Kongo
- Sudan Południowy

## Tabela
| Lp. | Drużyna               | M | Z | R | P | B+ | B- | +/– | Pkt | Kwalifikacja      |
| --- | --------------------- | - | - | - | - | -- | -- | --- | --- | ----------------- |
| 1   | Południowa Afryka (A) | 6 | 4 | 2 | 0 | 16 | 5  | +11 | 14  | Awans na PNA 2025 |
| 2   | Uganda (A)            | 6 | 4 | 1 | 1 | 8  | 5  | +3  | 13  | Awans na PNA 2025 |
| 3   | Kongo (E)             | 6 | 1 | 1 | 4 | 4  | 12 | −8  | 4   |                   |
| 4   | Sudan Południowy (E)  | 6 | 1 | 0 | 5 | 6  | 12 | −6  | 3   |                   |

|                   | Południowa Afryka | Uganda | Kongo | Sudan Południowy |
| ----------------- | ----------------- | ------ | ----- | ---------------- |
| Południowa Afryka | X                 | 2:2    | 5:0   | 3:0              |
| Uganda            | 0:2               | X      | 2:0   | 1:0              |
| Kongo             | 1:1               | 0:1    | X     | 1:0              |
| Sudan Południowy  | 2:3               | 1:2    | 3:2   | X                |

## Mecze

### Kolejka 1
| 5 września 2024 18:00 CEST | Kongo · Massanga 12' | 1:0(1:0)Raport | Sudan Południowy | Stade Alphonse Massemba-Débat, Brazzaville Sędzia: Celso Armindo Alvação |
|                            |                      |                |                  |                                                                          |

| 6 września 2024 18:00 CEST | Południowa Afryka · Foster 14' · Mbatha 90+5' | 2:2(1:0)Raport | Uganda · 51' Omedi · 53' Mato | Loftus Versfeld Stadium, Pretoria Sędzia: Pierre Atcho |
|                            |                                               |                |                               |                                                        |

### Kolejka 2
| 8 września 2024 18:00 CEST | Uganda · Kayondo 21' · Ssemugabi 85' | 2:0(1:0)Raport | Kongo | Nelson Mandela National Stadium, Kira Sędzia: Mehrez Malki |
|                            |                                      |                |       |                                                            |

| 10 września 2024 15:00 CEST | Sudan Południowy · Okello 15' (k.) · Yuel 57' | 2:3(1:2)Raport | Południowa Afryka · 17', 45+2' Appollis · 90+5' Mbatha | Juba Stadium, Dżuba Sędzia: Joseph Ogabor |
|                             |                                               |                |                                                        |                                           |

### Kolejka 3
| 11 października 2024 18:00 CEST | Uganda · Mugabi 47' | 1:0(0:0)Raport | Sudan Południowy | Nelson Mandela National Stadium, Kira Sędzia: Kalilou Ibrahim Traoré |
|                                 |                     |                |                  |                                                                      |

| 11 października 2024 19:00 CEST | Południowa Afryka · Mokoena 12', 27' · Aubaas 37' · Foster 52' · Rayners 78' | 5:0(3:0)Raport | Kongo | Nelson Mandela Bay Stadium, Port Elizabeth Sędzia: Dahane Beida |
|                                 |                                                                              |                |       |                                                                 |

### Kolejka 4
| 15 października 2024 15:00 CEST | Sudan Południowy · Juma 21' | 1:2(1:1)Raport | Uganda · 15' Omedi · 66' (sam.) Leku | Juba Stadium, Dżuba Sędzia: Ahmed El Ghandour |
|                                 |                             |                |                                      |                                               |

| 15 października 2024 18:00 CEST | Kongo · Bassouamina 45+3' | 1:1(1:1)Raport | Południowa Afryka · 33' Mokwana | Stade Alphonse Massemba-Débat, Brazzaville Sędzia: Mahmood Ismail |
|                                 |                           |                |                                 |                                                                   |

### Kolejka 5
| 14 listopada 2024 14:00 CET | Sudan Południowy · Wajo 31', 45+2' · Elly 84' | 3:2(2:2)Raport | Kongo · 26', 35' Ibayi | Juba Stadium, Dżuba Sędzia: Aklesso Gnama |
|                             |                                               |                |                        |                                           |

| 15 listopada 2024 14:00 CET | Uganda | 0:2(0:0)Raport | Południowa Afryka · 49' Morena · 89' Maswanganyi | Nelson Mandela National Stadium, Kampala Sędzia: Alhadi Mahamat |
|                             |        |                |                                                  |                                                                 |

### Kolejka 6
| 19 listopada 2024 14:00 CET | Kongo | 0:1(0:0)Raport | Uganda · 55' Mutyaba | Stade Alphonse Massemba-Débat, Brazzaville Sędzia: Mohamed Marouf |
|                             |       |                |                      |                                                                   |

| 19 listopada 2024 14:00 CET | Południowa Afryka · Rayners 7' · Maswanganyi 22' · Mokoena 50' (k) | 3:0(2:0)Raport | Sudan Południowy | Cape Town Stadium, Kapsztad Sędzia: Adalbert Diouf |
|                             |                                                                    |                |                  |                                                    |

## Strzelcy

### 3 gole
- Teboho Mokoena

### 2 gole
- Christopher Ibayi
- Oswin Appollis
- Lyle Foster
- Patrick Maswanganyi
- Thalente Mbatha
- Iqraam Rayners
- Ebon Wajo
- Denis Omedi

### 1 gol
- Mons Bassouamina
- Chandrel Massanga
- Bathusi Aubaas
- Elias Mokwana
- Thapelo Morena
- Data Elly
- Yohanna Juma
- Tito Okello
- Valentino Yuel
- Aziz Kayondo
- Rogers Mato
- Jamal Mutyaba
- Bevis Mugabi
- Jude Ssemugabi

### Gole samobójcze
- Alfred Leku (dla Ugandy)